# Spišská Sobota
Spišská Sobota (niem. Georgenberg, węg. Szepesszombat, łac. Forum Sabathi) – dzielnica miasta Poprad, na lewym brzegu Popradu, w przeszłości samodzielne miasto z bogatą historią. Położone jest ok. 1,5 km na północny wschód od rynku Popradu.

## Historia

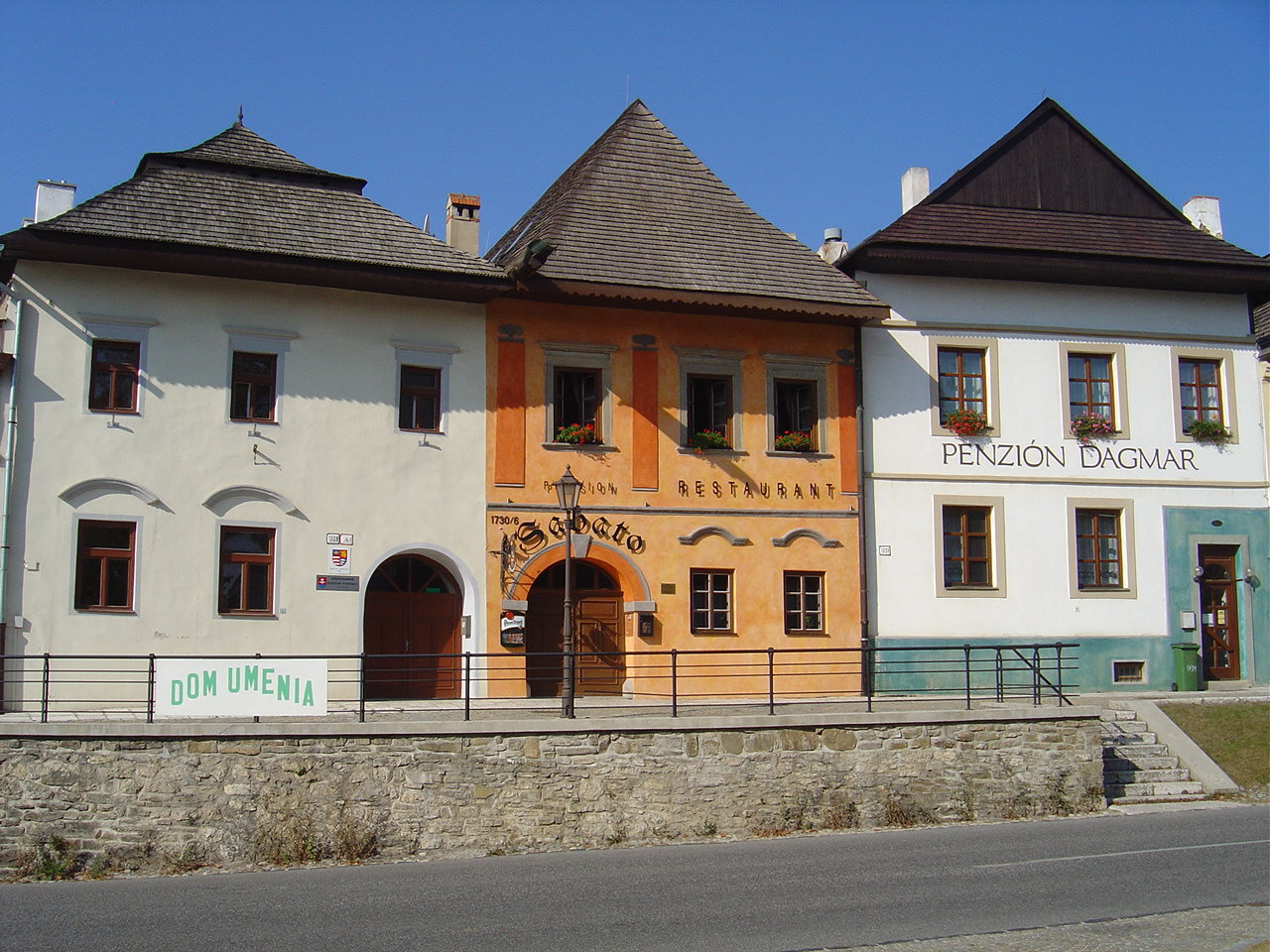
Domy mieszczańskie na rynku

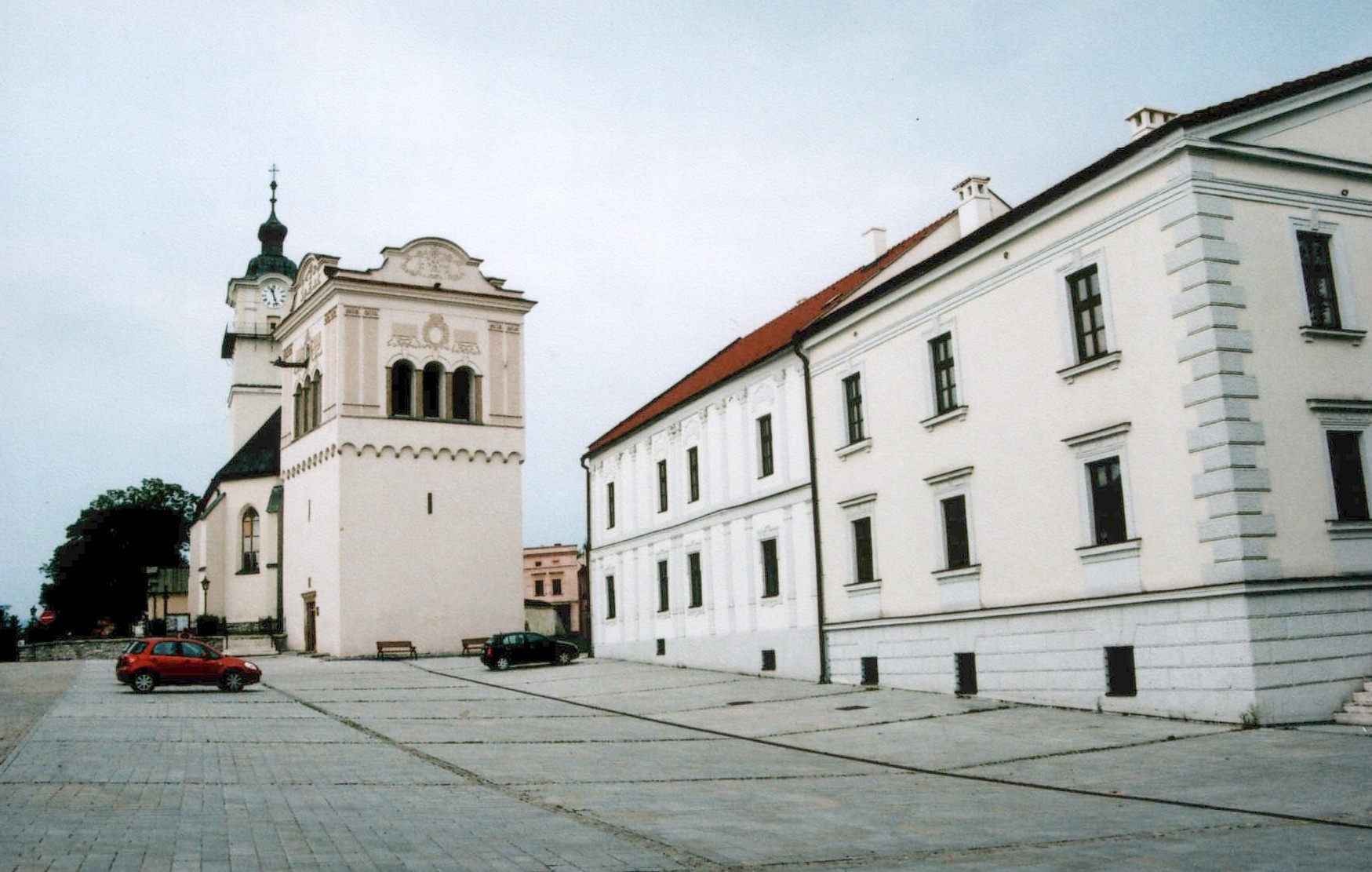
Kościół św. Jerzego, renesansowa dzwonnica i ratusz

Pierwsza wzmianka o miejscowości pochodzi z XIII wieku, ale prawdopodobnie została założona wcześniej (pod koniec XII w.?), jako osada handlowa na szlaku z Węgier do Polski. Po najazdach tatarskich wyludnione okolice zajęli koloniści z Niemiec, których potomkowie aż do XVIII stanowili większość mieszkańców, a później, do II wojny światowej, najliczniejszą mniejszość (w 1921 – 43%, w 1940 – 11%). Za patrona niemieccy koloniści przyjęli św. Jerzego (stąd niemiecka nazwa Georgenberg), pod takim wezwaniem wzniesiono też kościół, którego początki sięgają 1273 r.
W późniejszych wiekach Spišská Sobota przeżywała okres prosperity. Razem z kolonistami przybyli wytrawni rzemieślnicy; działało kilkanaście cechów, funkcjonował wodociąg, łaźnie, sierociniec, a całość otaczały fortyfikacje. Przywileje miejskie Spišská Sobota uzyskała już w 1271, a w XVI wieku otrzymała prawo organizowania targów, które, zgodnie z nazwą, odbywały się w sobotę. W latach 1412–1772 była jedną z miejscowości zastawu spiskiego, następnie na powrót stała się integralną częścią Królestwa Węgier. Po 1772 r. wchodziła w skład prowincji 16 spiskich miast (niem. Provinz der 16 Zipser Städte) z ograniczoną autonomią, funkcjonującej do 1876 r.
W XVIII wieku nastąpił upadek miasta – powodem był spadek znaczenia lądowych szlaków handlowych oraz częste niepokoje na terenie Górnych Węgier, powodowane m.in. powstaniami antyhabsburskimi. W XIX wieku nastąpił dalszy spadek znaczenia Spišskiej Soboty (choć np. od 1821 r. jako jedyne miasto na Spiszu posiadała księgarnię), zwłaszcza kiedy w 1871 r. ominęła ją linia Kolei Bogumińsko-Koszyckiej (poszła przez sąsiedni Poprad). Dzięki temu pozostała jednak nienaruszona dawna dyspozycja miasta, nietknięta gwałtownym rozwojem przemysłowym. Pomimo włączenia jej w 1946 r. w granice administracyjne powiększanego Popradu Spišská Sobota również po II wojnie światowej zachowała swój nieco senny klimat. W 1950 ogłoszono ją miejskim rezerwatem zabytków. Dobrze zachowany zespół dawnej zabudowy miejskiej Spišskiej Soboty jest dzisiaj największą atrakcją turystyczną Popradu.

## Urodzeni w Spišskiej Sobocie
- Johann Brokoff (1652–1718) – rzeźbiarz epoki baroku, działający w Pradze;

- Gedeon Majunke (1854–1921) – słowacki architekt, autor projektów wielu obiektów w miejscowościach u stóp Tatr oraz Schroniska Téryego (tu również pochowany);

- Johann Georg Rainer (1800–1872) – spiskoniemiecki przedsiębiorca i działacz turystyczny, inicjator budowy Rainerowej Chaty w Wysokich tatrach.

## Zabytki
- rynek (námestie) wrzecionowaty, otoczony dwukondygnacyjnymi, renesansowymi domami mieszczańskimi z XVI i początków XVII w. (w liczbie 63), z których wiele powstało na gotyckich jeszcze fundamentach. Szczególnie godny uwagi jest ciąg domów rzemieślników przy północnej pierzei rynku, z wysokimi dachami krytymi gontem, wysuniętymi daleko nad chodnik;
- kościół św. Jerzego (kostol sv. Juraja) – pierwotnie romański, później kilkakrotnie przebudowany, z głównym ołtarzem z 1516 r. autorstwa mistrza Pawła z Lewoczy;
- renesansowa dzwonnica (zvonica) z 1598 r., charakterystyczna dla miast spiskich, zwieńczona attyką. Przebudowana w 1728 r. w stylu barokowym, została gruntownie odnowiona w 1956 r.;
- barokowa kolumna z figurą Najświętszej Marii Panny, wzniesiona na pamiątkę powrotu miast spiskich do Węgier (obecnie rzeźba na szczycie kolumny to kopia, oryginał znajduje się w dzwonnicy);
- ratusz (radnica) z XVIII wieku;
- barokowo-klasycystyczny kościół ewangelicki z 1777 r.;
- Muzeum Podtatrzańskie w dawnym niemieckim domu mieszczańskim (tzw. Wernerov dom).